# François Magendie
François Magendie, né à Bordeaux le 6 octobre 1783 et mort à Sannois (Seine-et-Oise) le 7 octobre 1855, est un médecin et un physiologiste français. Il exerce la médecine à l'hôtel-Dieu de Paris et à l'hôpital de la Salpêtrière avant d'occuper la première chaire de physiologie expérimentale du Collège de France. Il est considéré comme un des pionniers de la physiologie expérimentale moderne.

## Biographie

### Jeunesse
Il est le fils d'Antoine Magendie (chirurgien à Bordeaux) et de Nicole de Perey de Launay. Son père est adepte des thèses de Jean-Jacques Rousseau, ce qui lui vaudra de n'apprendre à lire qu'à l'âge de dix ans, mais aussi l'énergie, la franchise, l'indépendance de jugement, et le mépris des conventions qui marqueront son style personnel et ses travaux scientifiques. Il perd sa mère à neuf ans.
Il commence sa scolarité à Bordeaux – interrompue par la Révolution – avant que sa famille ne s'établisse à Paris. Là, il suit son père, qui l'oblige à faire médecine, dans les hôpitaux et les amphithéâtres de la Faculté de Médecine de Paris. À l'âge de 16 ans, il est initié à l'anatomie et à la dissection par Alexis de Boyer, chirurgien à l'hôtel-Dieu de Paris.
En 1801, il entre à l'École de Médecine de Paris. Très tôt, il est reçu interne des hôpitaux lors de son premier concours (17 floréal de l'an XI, c'est-à-dire le 27 avril 1803). C'est l'un des premiers médecins à être entièrement formé par le nouveau système d'enseignement médical, mettant l'accent sur l'expérience clinique hospitalière et les exercices pratiques à tous les niveaux.
Il mène alors de front des études d'anatomie et des études littéraires, abordant notamment le latin. L'attrait pour les phénomènes naturels l'oriente rapidement vers la physiologie. Il proclame vouloir jeter les nouvelles bases de cette science naissante et encore mal définie. Dès ses premières publications, il s'oppose au vitalisme défendu par Bichat.

### Carrière scientifique

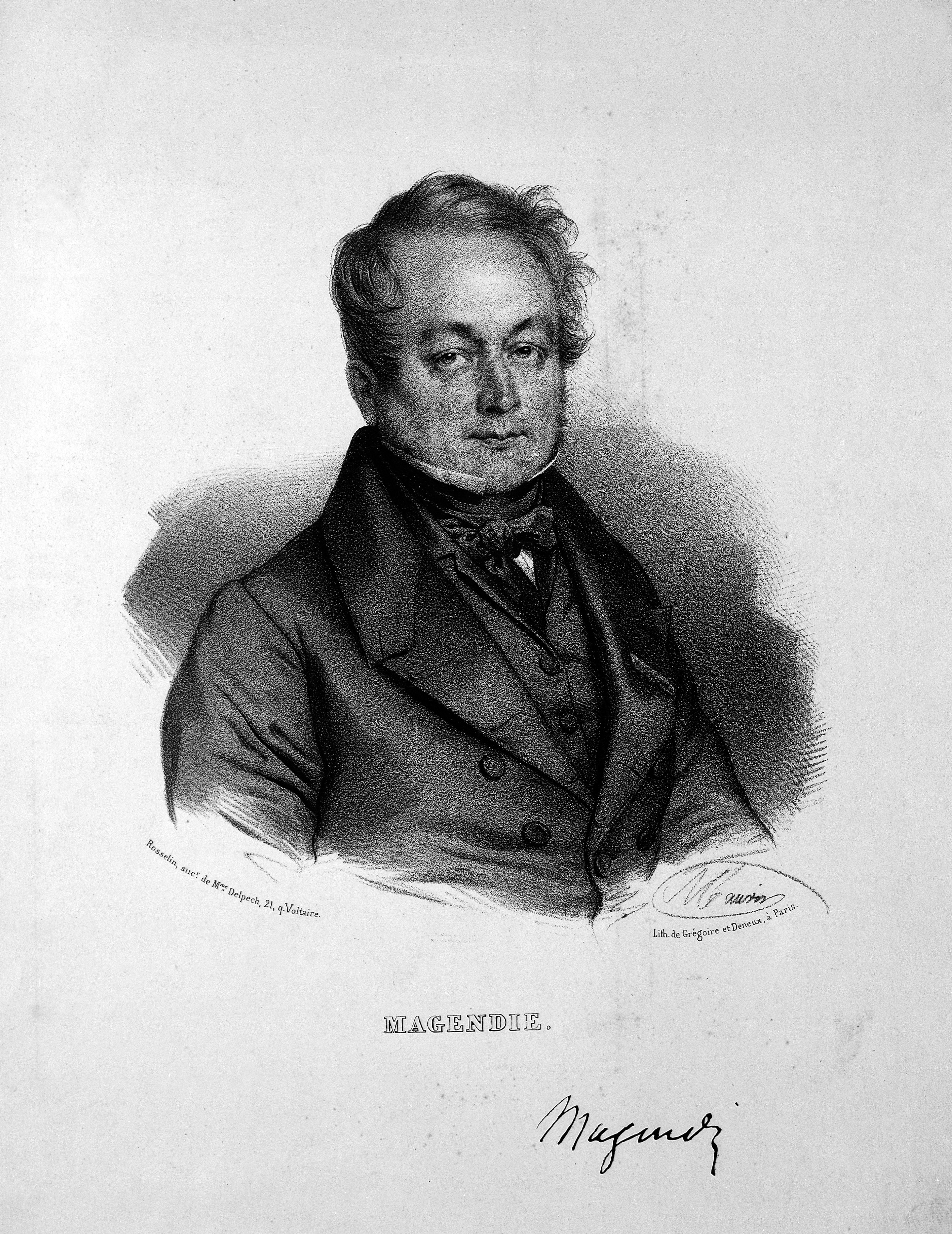
François Magendie. Lithographie de Nicolas-Eustache Maurin.

Dès 1807, il occupe le poste d'aide d'anatomie. En 1808, à l'âge de vingt-cinq ans, il soutient une thèse de doctorat en médecine, abordant deux sujets distincts : la fracture des côtes et les usages du voile du palais. Après son internat, il occupe une place de prosecteur à l'École de médecine de Paris, dont il démissionne en 1813, à la suite de frictions personnelles avec Chaussier (professeur d'anatomie) et Dupuytren (professeur de Chirurgie).
Auditeur assidu de l'Académie des sciences, il gagne l'estime de Cuvier et de Pinel, et le patronage actif de Laplace. Dans cette période troublée, il est exempté du service militaire par décret impérial du 20 janvier 1814.
Il ouvre un cabinet de médecin praticien, en organisant un cours privé de physiologie qui connait un grand succès. En 1816-1817, il publie ce cours sous le titre Précis élémentaire de Physiologie qui connaitra 5 éditions françaises et plusieurs traductions en Anglais, Allemand, et autres langues.
En 1818, il est nommé au Bureau Central des Hospices Parisiens, mais on ne lui assigne aucun poste jusqu'en 1826, où il donne des cours de clinique à l'Hôtel-Dieu, pour y être directeur du quartier des femmes en 1830. Il est aussi médecin à la Salpêtrière de 1826 à 1830.
Il est élu membre de l’Académie des sciences en 1821 mais il est récusé pour la chaire de physiologie à la faculté de médecine de Paris en 1823.
Il est le fondateur du Journal de physiologie expérimentale et pathologique, qui paraît à partir de 1821. Le premier du genre en Europe. Le journal sert de tribune pour défendre sa conception de la physiologie comme science. La publication s'arrête en 1831, Magendie ayant trouvé une autre tribune : cette année-là, il est nommé professeur à la chaire de médecine (transformée pour l'occasion en chaire de physiologie expérimentale) du Collège de France (1831-1855). Les leçons magistrales sont composées de ses recherches en cours. Claude Bernard y sera son préparateur à partir de 1841.
Son activité tourne alors sur trois centres : l'Hôtel-Dieu (études cliniques et expériences pharmacologiques), le Collège de France (leçons et présentation de ses recherches), l'Académie des Sciences (où il représente la physiologie dans diverses commissions de travail).
Il meurt en 1855, à l'âge de soixante-douze ans, probablement d'une cardiopathie ischémique. Il est enterré au cimetière du Père-Lachaise (8e division), à Paris

## Travaux

### Prémices de la pharmacocinétique
Ses premières publications (Mémoire sur les organes de l'absorption chez les mammifères, 1809) portent sur le phénomène d'absorption des « matières nutritives ». À cette époque, il était admis que les matières nutritives et médicamenteuses (voie orale) étaient absorbées d'abord, et exclusivement, par les chylifères (canaux lymphatiques de l'intestin grêle). Par des séries d'expériences, Magendie réfute cette théorie et démontre qu'il existe un passage direct dans le sang expliquant l'action rapide de certaines drogues et autres poisons, comme des extraits de l'upas ou de la nux vomica.
Il émet l'hypothèse d'une absorption veineuse par « attraction moléculaire » après un «tamisage qui ne devrait laisser pénétrer que les fluides les plus ténus». C'est le point de départ de la pharmacocinétique.

### Débuts de la pharmacologie
En 1822, ses travaux pharmacologiques paraissent sous la forme d'un Formulaire, ouvrage de poche d'allure modeste, sorte de guide pratique des médicaments. Ce Formulaire connaîtra neuf éditions en français, et des traductions en anglais, allemand, néerlandais, italien et scandinave. Magendie s'est associé à plusieurs pharmaciens chimistes, dont Pelletier et Caventou. Les substances végétales comme l'opium, l'écorce de quinquina, l'écorce de saule, la noix vomique... se présentaient alors sous forme de poudre ou d'extrait. Ce sera désormais sous la forme de fractions actives: les alcaloïdes, qui seront objet d'expérimentation. Ces nouvelles substances tirées des premières sont la morphine, la quinine, la strychnine, la codéine, l'émétine etc. Pour chacune d'entre elles, Magendie établit les aspects physico-chimiques, l'effet sur l'animal, l'évaluation chez l'homme, et enfin les normes d'usage thérapeutique,,.
Finalement, Magendie réunit, dans un seul et même processus, la pharmacie chimique, la pharmacologie et la thérapeutique, préfigurant ainsi des principes actuels de production industrielle et d'évaluation des nouveaux médicaments.

### Physiologie nerveuse
L'intérêt de Magendie pour le système nerveux nait de ses travaux pharmacologiques sur la strychnine, qu'il détermine comme « irritant de la moelle épinière ». Au début des années 1820, il a accès à l'École vétérinaire d'Alford qui lui fournit local et animaux d'expérience. Il y fait la première démonstration expérimentale de la différence entre les nerfs moteurs et les nerfs sensitifs dans leurs rapports avec les cornes antérieures et postérieures de la moelle. Il précisa ainsi les découvertes faites par Charles Bell en montrant la distinction entre racines motrices et racines sensitives des nerfs rachidiens, les premières conduisant les influx moteurs, les secondes véhiculant les messages sensitifs d'origine cutanés et musculaires (loi de Bell-Magendie).
À partir de 1826, à la Salpêtrière en pratiquant plus de 50 autopsies, il étudie le liquide cérébrospinal qu'on croyait, depuis l'antiquité, être un liquide pathologique. Il montre qu'il s'agit d'un liquide normal dont il précise la localisation, les lieux de productions, le volume et la pression. Les troubles allégués ne sont pas dû au liquide en tant que tel, mais à un excès de volume ou de pression

## Critiques et controverses

### La personnalité de Magendie
Magendie lui-même est à la source de critiques et controverses. Il est né peu avant, et a grandi sous la Révolution Française dont il semble avoir absorbé tous les caractères. L'énergie et la franchise, mais pouvant aller jusqu'à la brutalité ; l'indépendance de jugement mais aussi les opinions tranchantes et obstinées ; le mépris des conventions jusqu'à l'opposition systématique ; mais il peut aussi séduire par son ambition basée sur sa hauteur de vue et sa philanthropie. Il se voit en représentant d'une génération nouvelle, en rupture avec tous ceux qui l'ont précédé, de là sa fameuse formule : « supposons que rien n'est fait et que tout est à faire ».
Une telle attitude fait obstacle à sa carrière en faculté de Médecine et dans les Hôpitaux (oppositions de Chaussier et de Dupuytren). Mais, par ses idées, il gagne l'estime et le soutien des grands savants de son époque comme Laplace, Gay-Lussac, Cuvier, des pharmaciens chimistes, et des professeurs vétérinaires. Significatif est le fait qu'un des rares professeurs de médecine qui le soutienne soit l'aliéniste Philippe Pinel, considéré comme le père de la psychiatrie française, et auteur d'une autre fameuse formule « les fous sont des citoyens comme les autres ».

### Le vitalisme de Bichat
En 1800, Bichat (1771 - 1802) publie une de ses œuvres majeures, Recherches physiologiques sur la vie et la mort, qui se présente en deux parties, l'une sur les idées générales, l'autre sur les moyens d'études (observation, expérimentation). Bichat opère une distinction radicale entre les phénomènes physiques et les phénomènes vivants : « la vie est l'ensemble des fonctions qui résistent à la mort ». La vie est une réaction contre les forces destructrices du monde physique. Le vivant se caractérise par deux propriétés vitales : la sensibilité (qui détecte la nécessité d'une réaction), et la contractilité (la capacité à réagir). La santé et les maladies sont un équilibre ou un déséquilibre entre ces deux propriétés vitales.
En 1822, Magendie publie une édition critique de l'ouvrage. Il juge les idées de Bichat comme un « échafaudage branlant ». Les seules bases solides sont l'observation et expérience en laboratoire. Pour Magendie, l'expérience précède l'idée, elle s'oppose aux systèmes spéculatifs. Les propriétés vitales ne sont que de nouvelles entités « gothiques », comme autant de voiles et de brouillards, qui s'interposent entre le savant et son objet ; seules existent des fonctions dont on peut découvrir les lois, à la façon de Laplace en astronomie, ou de Cuvier en zoologie.
L'opposition Bichat - Magendie est le plus souvent représentée de cette façon tranchante. Cependant, pour J.E Lesch, cette opposition n'est pas aussi nette. Magendie est aussi vitaliste que Bichat, il pense comme lui qu'il existe une force vitale inconnaissable, équivalente à la force de gravitation en astronomie. La différence étant que l'un interpose des propriétés et que l'autre n'en veut pas. De plus, Bichat a développé des méthodes que Magendie améliore. En critiquant les concepts de Bichat, Magendie masque sa propre dette « expérimentale » envers lui. Tous les deux n'ont pu s'approcher du concept de « biologie », qui n'apparaitra qu'avec l'élève (collaborateur assistant) de Magendie, Claude Bernard.

### La vivisection
La question de la vivisection ne concerne pas Magendie en particulier, mais l'ensemble de la physiologie expérimentale de cette époque. En 1820, un médecin anglais visitant la France s'étonne de la « manie des vivisections » qui règne dans la capitale ; manie produite, selon lui, par les écrits de Bichat, nouvelle Bible des médecins français. Il s'agit bien ici de différences culturelles. La médecine anglaise est toujours séparée de la chirurgie. Les Britanniques s'inscrivent dans une théologie naturelle, où la science est subordonnée à la loi divine ou morale. De plus, leur médecine est plus « environnementale », à cause des déséquilibres sanitaires induits par leur révolution industrielle. Leur point de vue est utilitariste : la vivisection est une violence inutile. Si le problème est dans les airs et dans les eaux, il ne peut être dans les animaux vivants. Les vivisections parisiennes seraient en prolongement direct de la Terreur révolutionnaire.

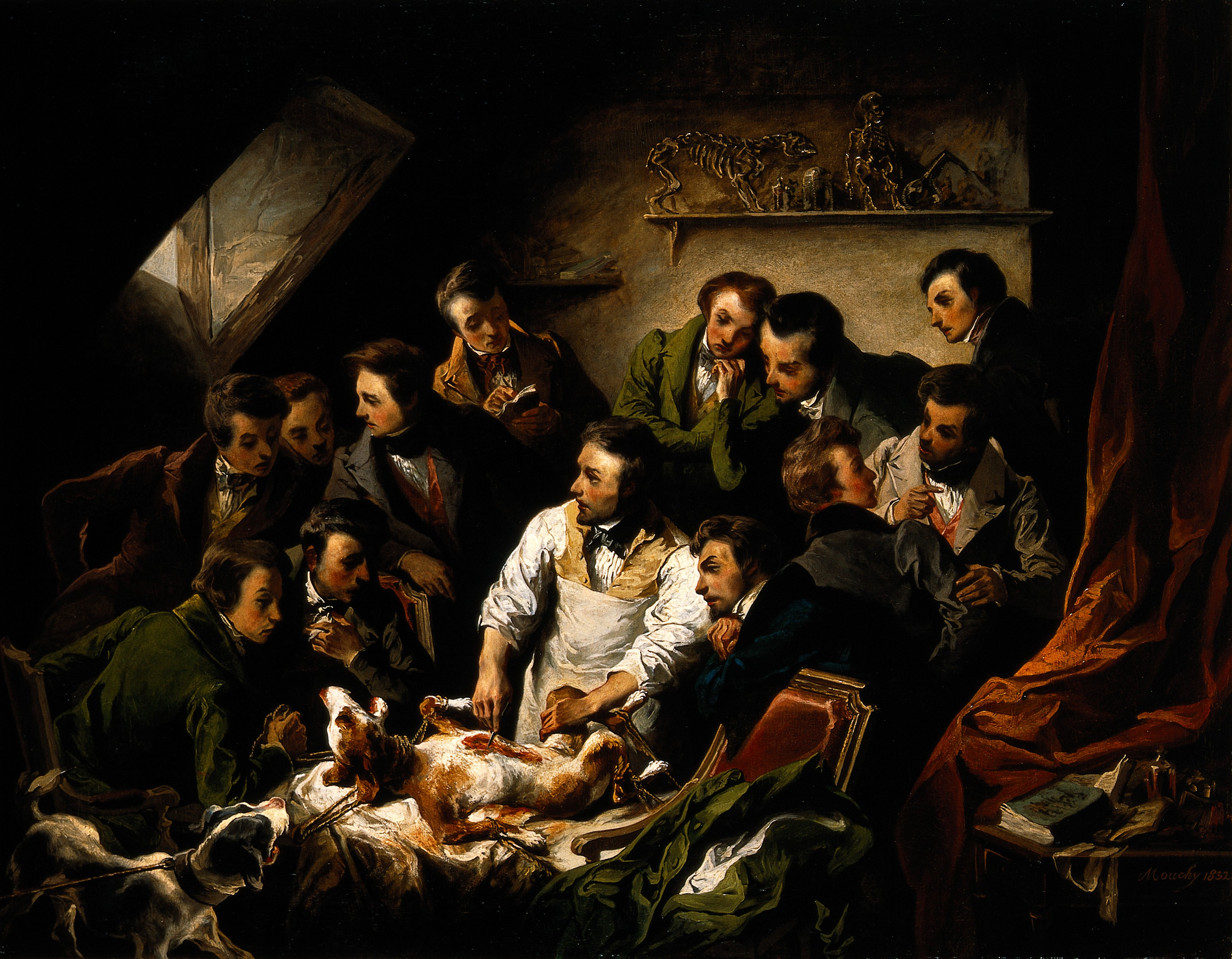
Une démonstration physiologique avec la vivisection d'un chien (1832), par Émile-Édouard Mouchy, Wellcome Library.

Dans ses Leçons... publiées en 1839, Magendie défend la nécessité de la vivisection. L'homme et l'animal ont des fonctions communes que l'on peut étudier, pour le bien de l'humanité, et cela nécessite des animaux vivants : « du moment que nous pouvons arriver jusqu'à l'homme, sans passer par l'homme lui-même, rien ne doit nous arrêter. La vie de quelques animaux n'est rien quand il s'agit de sauver ou prolonger celle de ses semblables ». Magendie  oppose l'homme à la nature en renversant les positions. C'est l'homme qui est victime de la nature, c'est elle qui ose expérimenter sur l'homme par ses maladies. Ainsi, la pathologie du système nerveux n'est rien d'autre qu'une physiologie expérimentale appliquée à l'homme par la nature. Il conclut : « Il ne s'agit pas d'avoir des idées, de créer des suppositions. À l'expérience seule appartient le privilège de dire quelque chose ».
Dans son intitulé, la loi de Bell-Magendie, porte la trace de cette opposition. Après ses premières découvertes, le Britannique Charles Bell n'ose aller plus loin, parce qu'il répugne à infliger de nouvelles souffrances à l'animal. Il se contente donc d'émettre des idées. Magendie, qui dissèque et opère depuis l'âge de 16 ans, n'a pas les scrupules d'un gentleman. Il reprend les travaux de Bell pour les terminer par démonstration expérimentale.

### Critique de la phrénologie de Gall
Arrivés à Paris en 1807, Gall et Spurzheim publient, de 1810 à 1819, leurs travaux en quatre volumes sur l'anatomie et la physiologie du cerveau. Ils pensent que les facultés intellectuelles et morales sont innées et dépendantes du cerveau. Ce cerveau est composé de divers organes particuliers correspondant à autant de facultés mentales. Ces différents organes retentissent directement sur la conformation du crâne. Par l'examen du crâne osseux, on pourrait déterminer les traits intellectuels et moraux d'un individu. Ce que Gall appellera la cranioscopie, et que Spurzheim développera en phrénologie.
En 1825, François Magendie qualifie la phrénologie de pseudoscience, comme l'astrologie et la nécromancie. En effet, Gall procède par corrélations entre comportements et structures anatomiques ; or, Magendie récuse cette méthodologie. Celle-ci part d'un principe arbitraire pour se développer en doctrine et s'enfermer dans un système. Toutefois, il reconnait que la recherche de fonctions localisées à des structures cérébrales est « louable en soi », mais la méthode utilisée, non expérimentale, n'est pas suffisante « pour soutenir l'examen ».

### La contagion du choléra
En 1832, une épidémie de choléra atteint Paris, elle fera plus de 90 000 malades et près de 20 000 morts. Les contemporains ignorent tout de sa véritable nature : une maladie infectieuse et contagieuse due à vibrio choleræ, à transmission féco-orale (c'est une maladie des mains sales, sans hygiène de l'eau et des sanitaires. ). Les médecins sont alors divisés entre « contagionnistes » et « infectionnistes », une opposition difficile à comprendre aujourd'hui, car les termes contagion et infection n'ont plus le même sens, dans un cadre conceptuel différent.

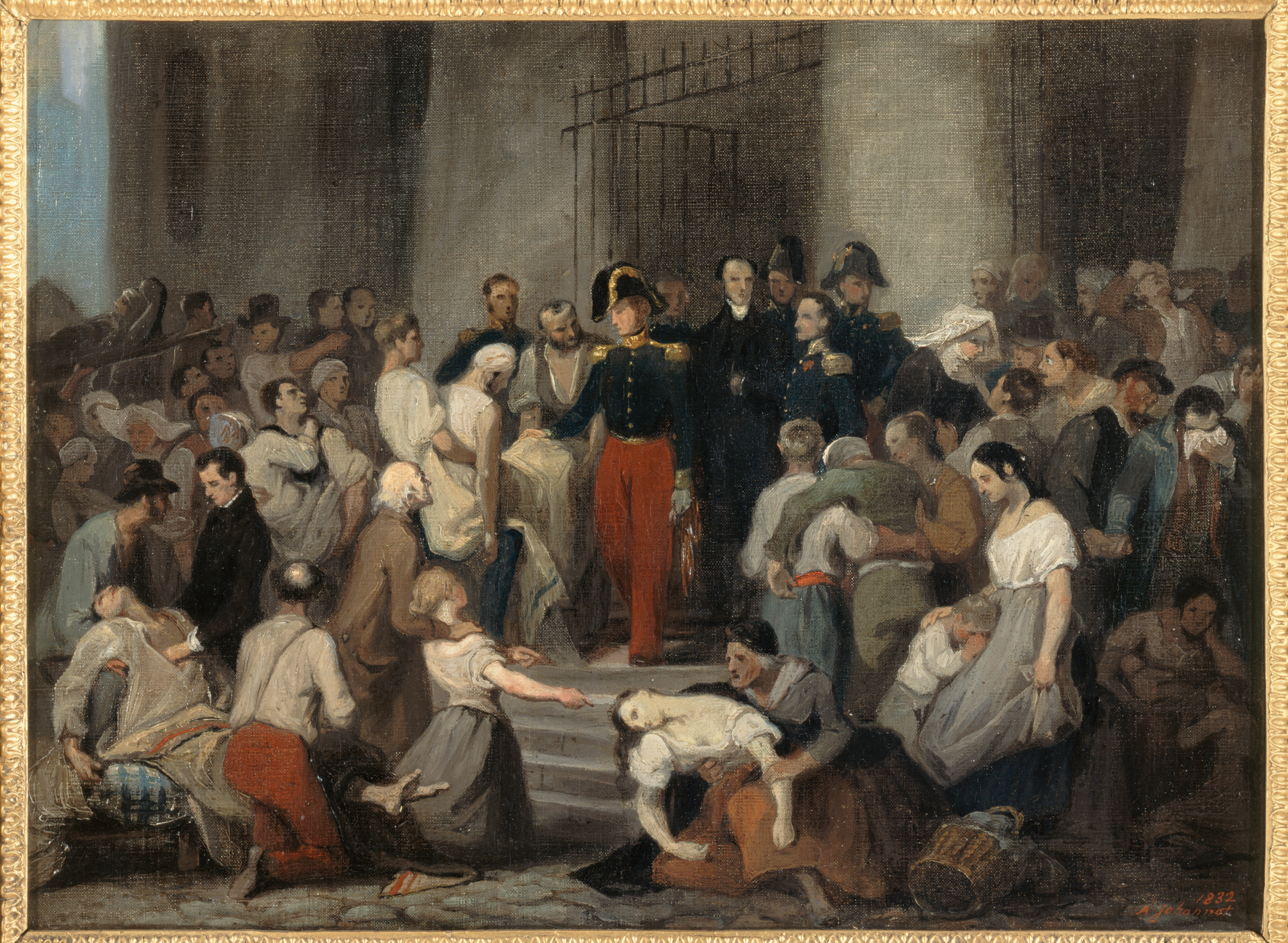
Le duc d'Orléans visitant les malades de l'Hôtel-Dieu pendant l'épidémie de choléra en 1832, par Alfred Johannot, Musée Carnavalet.

Les contagionnistes et les infectionnistes s'accordent pour croire (à tort) que la transmission du choléra se fait à travers la peau. Les contagionnistes pensent que cela se fait d'homme à homme, par contact direct (toucher), proximité étroite, ou objets contaminés. Les mesures de santé publique préconisées sont donc l'isolement, la ségrégation, la quarantaine et le cordon sanitaire, c'est-à-dire des mesures de police sanitaire.
Les infectionnistes pensent que la transmission est aérienne à partir de lieux infectés et malsains. Les mesures de santé publique préconisées ne visent pas des personnes, mais des foyers à éliminer, des lieux à désinfecter (habitat, conditions de vie...), c'est-à-dire des mesures de salubrité publique. L'infectionnisme sera la théorie dominante de cette époque.
Magendie est d'abord un sceptique, il reconnait ne rien savoir de l'origine de la maladie en constatant l'inefficacité des traitements. En tout cas, il est anticontagionniste, car, comme beaucoup de médecins, il constate qu'il peut toucher des cholériques tous les jours sans contracter la maladie. D'autres arguments incitent à ne pas être contagionniste, comme l'épidémie de Moscou survenue de façon apparemment isolée et spontanée. Magendie peut donc se dévouer entièrement aux malades, les accueillir pour les soigner gratuitement. Il refuse les traitements drastiques basés sur des systèmes déductifs, préférant simples frictions et boissons chaudes (punch). Il est favorable à une médecine « numérique » qui annonce la statistique médicale évaluant les résultats thérapeutiques. Pour son attitude durant l'épidémie, Magendie recevra sa première Légion d'Honneur.
Du point de vue scientifique, le débat entre contagion et infection était un faux-problème (problème mal posé), où les deux camps pouvaient avoir partiellement tort ou raison. Pour les historiens, ce débat était aussi politique, économique et social. Le contagionnisme était vu comme une force conservatrice, ségrégationniste et protectionniste, provenant de l'Ancien Régime. L'infectionnisme représentant  les forces progressistes, libre-échangistes de la bourgeoisie. Pour François Delaporte, comme pour Michel Foucault, c'est le moment où la bourgeoisie doit transformer le système de santé et l'implanter dans les milieux populaires et ouvriers (futur hygiénisme social).

### Oppositions diverses
En 1847, en provenance des États-Unis et de l'Angleterre, l'anesthésie chirurgicale (à l'éther) fait ses débuts à Paris en provoquant une controverse. Magendie est opposé à cette anesthésie. Supprimer la douleur, dit-il, est anti-naturel, et des femmes mal-anesthésiées peuvent attenter à la vertu de l'opérateur, ce qui déclenche l'hilarité dans une séance de l'Académie des Sciences. En fait, la génération de Magendie est celle des chirurgiens de la Révolution et de l'Empire. En plus d'un préjugé défavorable de ce qui est anglais, ces chirurgiens ont une idéologie professionnelle multiséculaire : leur discipline allie le courage, la fermeté de l'âme qui laisse insensible aux cris, et la rapidité d'exécution. L'arrivée de l'anesthésie rend inutiles ces qualités viriles. L'idée que la chirurgie puisse être pratiquée par des opérateurs jugés faibles et mous, n'est guère supportable pour les anciens chirurgiens de l'ère pré-anesthésique.
De même, l'indifférence aux études microscopiques, est largement partagé à cette époque. Magendie reconnait un certain intérêt à la découverte des infusoires, mais il reste critique envers des observations qui ne conduisent qu'à des systèmes classificatoires. Au début du XIXe siècle, la majorité pense encore que les observations microscopiques sont des curiosités inutiles pour collectionneurs oisifs. Une autre curiosité est le refus de Magendie d'adopter le système métrique obligatoire. Par exemple, il restera toujours fidèle aux anciennes mesures de poids (grains et onces) dans ses études pharmacologiques. En plus des limites techniques de l'époque, les dosages de Magendie inférieurs à l'équivalent d'un milligramme restent problématiques.
Ses « expériences pour voir » entraîneront une critique acerbe d'Anatole France, en comparaison du naturalisme littéraire qui mène droit à l'« imbécillité flamboyante » : « […] un physiologiste for[t] connu dans l'histoire des sciences, le bonhomme Magendie, qui expérimenta beaucoup sans aucun profit. Il redoutait les hypothèses comme des causes d'erreur. Bichat avait du génie, disait-il, et il s'est trompé. Magendie ne voulait pas avoir de génie de peur de se tromper aussi. Or, il n'eut point de génie et ne se trompa jamais. Il ouvrait tous les jours des chiens et des lapins, mais sans aucune idée préconçue, et il n'y trouva rien, pour la raison qu'il n'y cherchait rien. Cela c'est le naturalisme dans l'ordre scientifique. Claude Bernard, qui succéda à Magendie, rendit ses droits à l'hypothèse [et] fit de vastes découvertes. »
Cependant, Magendie reconnaitra vers la fin de sa vie que toutes les expériences ne se valent pas, et que le résultat brut d'une expérience doit être interprété par l'expérimentateur, à la lumière de ses idées déjà acquises.

## L'apport de Magendie
Selon Charles Lichtenthaeler (de) (1915-1993), Magendie est le fondateur révolutionnaire de la physiologie expérimentale moderne avec 6 idées-forces :
1. Physiologie et médecine ne sont pas encore des sciences, la médecine reste dominée par l'empirisme et des systèmes spéculatifs contradictoires ;
2. physique et chimie sont déjà des sciences, physiciens et chimistes n'avancent rien qu'ils n'aient vérifié par des expériences ;
3. physique et chimie ne sont pas seulement modèles, elles sont à la base de la physiologie ;
4. la physiologie doit être expérimentale dans ses méthodes et son contenu (physique-chimie appliquée au vivant) ;
5. ainsi définie, la physiologie peut devenir science médicale autonome ;
6. la pathologie, c'est la physiologie pathologique, le normal et le pathologique obéissent aux mêmes lois physiologiques.

En France, Magendie influence directement une lignée de chercheurs, de Claude Bernard à René Leriche. Son influence est aussi marquante en Allemagne avec Emil du Bois - Reymond, Ernst von Brücke, Hermann Helmholtz, Albrecht von Graefe, Carl Ludwig, Ludwig Traube.

## Œuvres et publications
- Examen de l'action de quelques végétaux sur la moelle épinière lu à l'Institut le 24 avril 1809, 22 p., in-12 lire en ligne sur Gallica.
- Précis élémentaire de physiologie, Méquignon-Marvis (Paris), 1816, tome premier, in-8°, lire en ligne sur Gallica.
- Précis élémentaire de physiologie, Méquignon-Marvis (Paris), 1817, tome second, in-8°, lire en ligne sur Gallica.
- Recherches physiologiques et médicales sur les causes, les symptômes et le traitement de la gravelle, Méquignon-Marvis (Paris), 1818, in-8°, 91 p., lire en ligne sur Gallica.
- Recherches physiologiques et cliniques sur l'emploi de l'acide prussique ou hydro-cyanique dans le traitement des maladies de poitrine, et particulièrement dans celui de la phthisie pulmonaire, Méquignon-Marvis (Paris), 1819, in-8°, 72 p., lire en ligne sur Gallica.
- Formulaire pour la préparation et l'emploi de plusieurs nouveaux médicamens, tels que la noix vomique, la morphine, l'acide prussique, la strychnine, la vératrine, les alcalis des quinquinas, l'iode..., Méquignon-Marvis (Paris), 1822, VIII-86 p., in-12, lire en ligne sur Gallica
- Précis élémentaire de physiologie, Méquignon-Marvis (Paris), 1836, 2 vol. in-8°, lire en ligne sur Gallica.
- Leçons sur les fonctions et les maladies du système nerveux, professées au Collège de France et recueillies et rédigées par C. James, Ébrard (Paris), 1839 Texte intégral en ligne - volume 1 et volume 2.
- Formulaire pour la préparation et l'emploi de plusieurs médicaments (1829), plusieurs éditions revues et augmentées.
- Rapport sur un bras artificiel présenté à l'Académie des sciences par M. Van Peeterssen, typogr. de Hennuyer (Batignolles), 1856, in-8°, 8 p., lire en ligne sur Gallica

Édition scientifique :
- François-Xavier Bichat, Recherches physiologiques sur la vie et la mort, Béchet jeune et Gabon, Paris, 1822, 4e édition augmentée des notes de F. Magendie.

## Titres, prix et distinctions
- 1808 : docteur en médecine
- 1821 : membre de l'Académie de médecine
- 1821 : membre de l'Académie des sciences
- 1831 : professeur au Collège de France
- 10 décembre 1851 :  Commandeur de la Légion d'honneur
- Membre de la Société philomathique de Paris

## Élèves
- Simon Noël Dupré
- Claude Bernard

## Hommages
Son nom a été donné à plusieurs écoles dont l'école Magendie de Sannois et le lycée François-Magendie de Bordeaux, ainsi qu'au Neurocentre Magendie de Bordeaux consacré à la recherche en neurosciences. De nombreuses rues et places portent son nom dont la rue Magendie à Paris, une à Sannois, une à Bordeaux, une à Lormont et à Toulouse.

## Éponymie
- foramen ou trou de Magendie[28] ;
- loi de Bell-Magendie[29] : La racine médullaire antérieure d'un nerf ne contient que des fibres centrifuges motrices, alors que la racine postérieure ne contient que des fibres centripètes sensitives[30] ;
- phénomène, signe ou syndrome d'Hertwig-Magendie : strabisme oblique avec déviation d'un globe oculaire en bas et en dedans par rapport à l'autre dévié en haut et en dehors. C'est un signe d'atteinte protubérantielle[31],[32],[33].